# Capa de presentación

Pila OSI.

El nivel de presentación o capa de presentación es el sexto nivel del Modelo OSI, y es el que se encarga de la representación de la información, de manera que aunque distintos equipos puedan tener diferentes representaciones internas de caracteres (ASCII, Unicode, EBCDIC), números (little-endian tipo Intel, big-endian tipo Motorola), sonido o imágenes, los datos lleguen de manera reconocible.
Esta capa es la primera en trabajar más el contenido de la comunicación que cómo se establece la misma. En ella se tratan aspectos tales como la semántica y la sintaxis de los datos transmitidos, ya que distintas computadoras pueden tener diferentes formas de manejarlas.
Por lo tanto, podemos resumir definiendo a esta capa como la encargada de manejar las estructuras de datos abstractas y realizar las conversiones de representación de datos necesarias para la correcta interpretación de los mismos.
Esta capa también permite cifrar los datos y comprimirlos. Actúa como traductor.
La Capa 6, o capa de presentación, cumple tres funciones principales. Estas funciones son las siguientes:
- Formateo de datos: Significa operar como traductor entre dos tipos diferentes de códigos, cuando dos sistemas diferentes emplean distintos códigos y es indispensable que se comuniquen y su representación en pantalla sea la misma.
- Cifrado de datos: El cifrado de datos protege la información durante la transmisión. Se utilizan claves (llaves) de cifrado para cifrar los datos en el lugar de origen y luego descifrarlos en el lugar destino.
- Compresión de datos:La compresión de datos funciona mediante el uso de algoritmos para reducir el tamaño de los archivos. El algoritmo busca patrones de bits repetidos en el archivo y entonces los reemplaza con un token. Un token es un patron de bit más corto que representa el patrón largo.

La información que transmiten los datos puede ser de 3 tipos:
- Redundante: Información repetitiva o predecible.
- Irrelevante: Información que no se aprecia y cuya eliminación por tanto no afecta al contenido del mensaje.

- Básica: Es relevante y debe ser transmitida para que se pueda reconstruir la señal.

Para comprender cómo funciona el formateo de datos, tenemos dos sistemas diferentes. El primer sistema utiliza el Código ampliado de caracteres decimal codificados en binario (EBCDIC) para representar los caracteres en la pantalla. El segundo sistema utiliza el Código americano normalizado para el intercambio de la información (ASCII) para la misma función. La Capa 6 opera como traductor entre estos dos tipos diferentes de códigos.
El cifrado de los datos protege la información durante la transmisión. Las transacciones financieras utilizan el cifrado para proteger la información confidencial que se envía a través de Internet. Se utiliza una clave de cifrado para cifrar los datos en el lugar origen y luego descifrarlos en el lugar destino.
Existen dos tipos de cifrado:
- Cifrado simétrico: Consiste en el uso una única clave para cifrar y descifrar, esta es conocida como clave privada y tiene como característica principal que es robusta.
- Cifrado asimétrico: Consiste en el uso de dos claves, una se usa para cifrar (clave pública) y otra para descifrar (clave privada).

La compresión funciona mediante el uso de algoritmos para reducir el tamaño de los archivos. El algoritmo busca patrones de bits repetidos en el archivo y entonces los reemplaza con un token. Un token es un patrón de bit mucho más corto que representa el patrón largo. Una analogía sencilla puede ser el nombre Rafa (el apodo), el token, para referirse a alguien cuyo nombre completo sea Rafael.